# Oncosiphon
Oncosiphon es un género de plantas pertenecientes a la familia Asteraceae. Comprende 8 especies.

## Taxonomía
El género fue descrito por Mari Källersjö y publicado en Botanical Journal of the Linnean Society 96(4): 310–314, f. 2F, 6, 16E1–E2. 1988.

## Especies aceptadas
A continuación se brinda un listado de las especies del género Oncosiphon aceptadas hasta junio de 2012, ordenadas alfabéticamente. Para cada una se indica el nombre binomial seguido del autor, abreviado según las convenciones y usos:
- Oncosiphon africanum Källersjö
- Oncosiphon glabratum (Thunb.) Källersjö
- Oncosiphon grandiflorum (Thunb.) Källersjö
- Oncosiphon intermedium (Hutch.) Källersjö
- Oncosiphon piluliferum (L.f.) Källersjö
- Oncosiphon sabulosum (Wolley-Dod) Källersjö
- Oncosiphon schlechteri (Bolus ex Schltr.) Källersjö
- Oncosiphon suffruticosum (L.) Källersjö